# Ray-Ban
Ray-Ban er et solbrille- og brillefirma, som blev startet i 1937 af det amerikanske firma Bausch & Lomb. I 1999 blev Ray-Ban solgt til italienske Luxottica Group for 640 millioner dollars. Bob Marley og Bob Dylan var nogen af de mest kendte mennesker, der gik med Ray-Ban i 1950-1960'erne.
| Firma | Spire Denne artikel om et firma eller en virksomhed i USA er en spire som bør udbygges. Du er velkommen til at hjælpe Wikipedia ved at udvide den. |